# Radepont
Radepont est une commune française située dans le département de l'Eure, en région Normandie.

## Géographie

### Localisation
Radepont est située dans la vallée de l'Andelle, entre Fleury-sur-Andelle et Douville-sur-Andelle.
| La Neuville-Chant-d'Oisel (Seine-Maritime) | Bourg-Beaudouin, Renneville | Vandrimare (sur quelques centaines de mètres)             |
| Pont-Saint-Pierre                          | Radepont                    | Fleury-sur-Andelle Val d'Orger (comm. dél. de Grainville) |
| Douville-sur-Andelle                       | Amfreville-les-Champs       | Bacqueville                                               |

### Hydrographie
La commune est située dans le bassin Seine-Normandie. Elle est drainée par l'Andelle et divers autres petits cours d'eau,.
L'Andelle, d'une longueur de 57 km, prend sa source dans la commune de Serqueux et se jette  dans la Seine à Pîtres, après avoir traversé 24 communes.

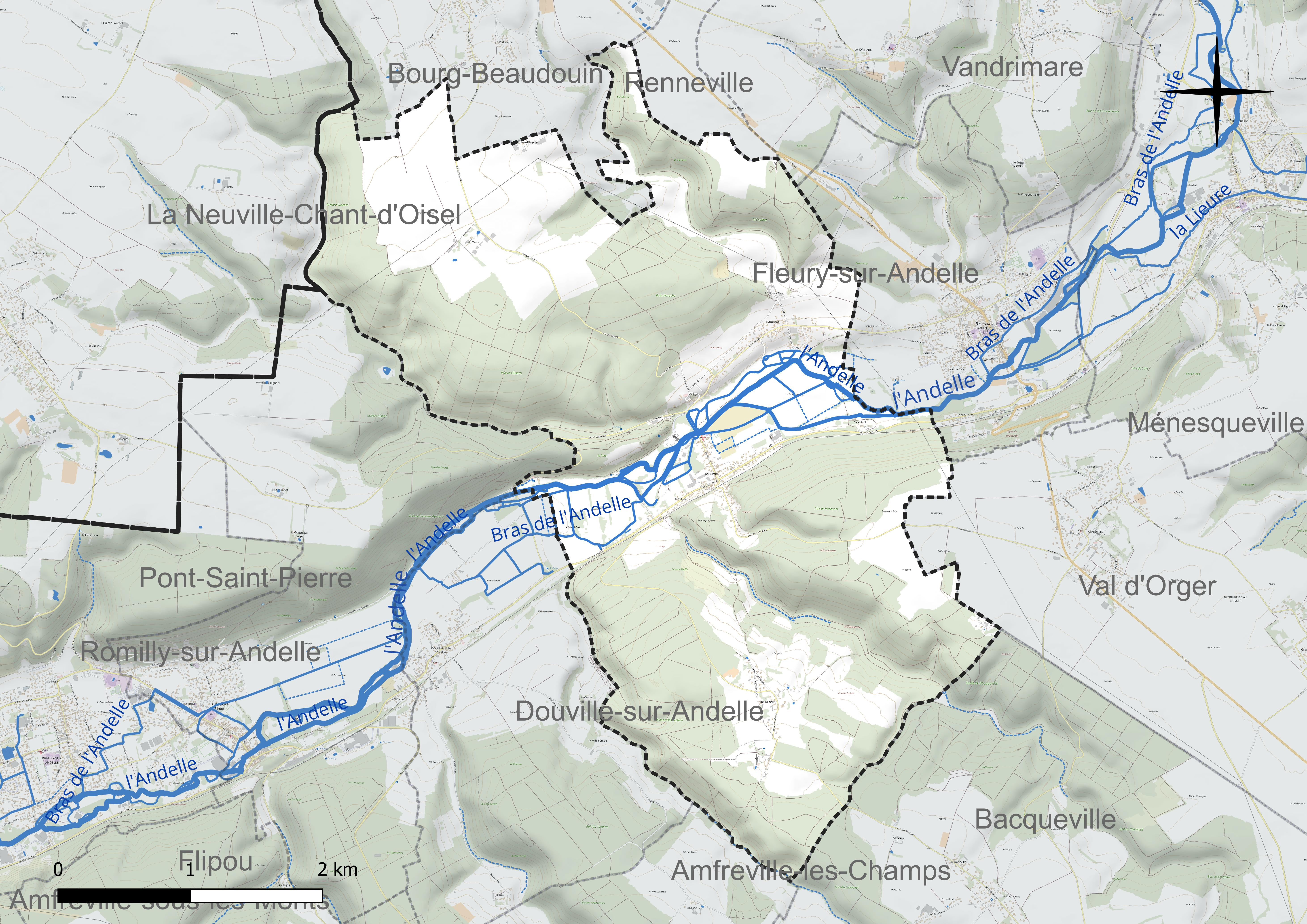
Réseau hydrographique de Radepont.

### Climat
Pour des articles plus généraux, voir Climat de la Normandie et Climat de l'Eure.
En 2010, le climat de la commune est de type climat océanique dégradé des plaines du Centre et du Nord, selon une étude du CNRS s'appuyant sur une série de données couvrant la période 1971-2000. En 2020, Météo-France publie une typologie des climats de la France métropolitaine dans laquelle la commune est exposée à un climat océanique et est dans la région climatique  Côtes de la Manche orientale, caractérisée par un faible ensoleillement (1 550 h/an) ; forte humidité de l’air (plus de 20 h/jour avec humidité relative > 80 % en hiver), vents forts fréquents. Parallèlement le GIEC normand, un groupe régional d’experts sur le climat, différencie quant à lui, dans une étude de 2020, trois grands types de climats pour la région Normandie, nuancés à une échelle plus fine par les facteurs géographiques locaux. La commune est, selon ce zonage, exposée à un « climat des plateaux abrités », correspondant aux plaines agricoles de l’Eure, avec une pluviométrie beaucoup plus faible que dans la plaine de Caen en raison du double effet d’abri provoqué par les collines du Bocage normand et par celles qui s’étendent sur un axe du Pays d'Auge au Perche.
Pour la période 1971-2000, la température annuelle moyenne est de 10,7 °C, avec  une amplitude thermique annuelle de 13,8 °C. Le cumul annuel moyen de précipitations est de 758 mm, avec 12,2 jours de précipitations en janvier et 8 jours en juillet. Pour la période 1991-2020, la température moyenne annuelle observée sur la station météorologique la plus proche, située sur la commune de Boos à 10 km à vol d'oiseau, est de 10,9 °C et le cumul annuel moyen de précipitations est de 847,5 mm,. Pour l'avenir, les paramètres climatiques de la commune estimés pour 2050 selon différents scénarios d’émission de gaz à effet de serre sont consultables sur un site dédié publié par Météo-France en novembre 2022.

## Urbanisme

### Typologie
Au 1er janvier 2024, Radepont est catégorisée commune rurale à habitat dispersé, selon la nouvelle grille communale de densité à 7 niveaux définie par l'Insee en 2022.
Elle est située hors unité urbaine. Par ailleurs la commune fait partie de l'aire d'attraction de Rouen, dont elle est une commune de la couronne,. Cette aire, qui regroupe 317 communes, est catégorisée dans les aires de 200 000 à moins de 700 000 habitants,.

### Occupation des sols
L'occupation des sols de la commune, telle qu'elle ressort de la base de données européenne d’occupation biophysique des sols Corine Land Cover (CLC), est marquée par l'importance des forêts et milieux semi-naturels (60,8 % en 2018), une proportion sensiblement équivalente à celle de 1990 (60,6 %). La répartition détaillée en 2018 est la suivante : forêts (60,8 %), terres arables (21 %), prairies (13,3 %), zones urbanisées (4,9 %). L'évolution de l’occupation des sols de la commune et de ses infrastructures peut être observée sur les différentes représentations cartographiques du territoire : la carte de Cassini (XVIIIe siècle), la carte d'état-major (1820-1866) et les cartes ou photos aériennes de l'IGN pour la période actuelle (1950 à aujourd'hui).

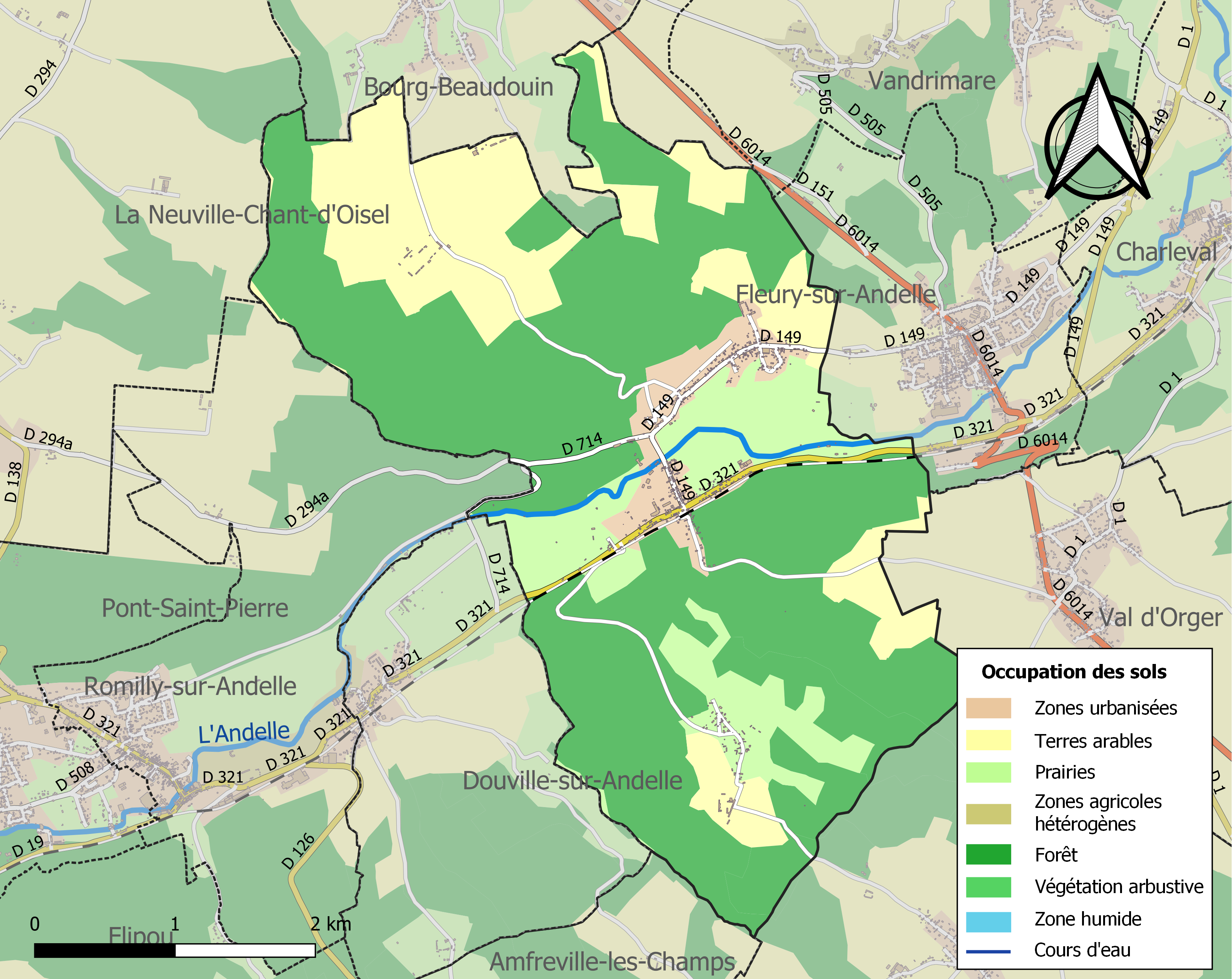
Carte des infrastructures et de l'occupation des sols de la commune en 2018 (CLC).

## Toponymie
Place forte au XIIe siècle ; lieu même ou au moins très voisin de la station gallo-romaine de Ritumagus, de l’itinéraire d’Antonin, attestée à cet endroit par les Itinéraires, du gaulois ritu-, gué (de l'Andelle) et du gaulois magus, plaine ou marché.
Radepont est attesté sous les formes Radipons vers 1034 (cartulaire de Préaux), Ratepont vers 1190 (charte de Richard Cœur de Lion), Retepont vers 1200 (charte de Jean sans Terre), Radepontis en 1203, Regidus ou Rigidus Pons en 1204 (charte de l’archevêque Gautier), Radepons en 1212 (L. P.), Rapidus Pons en 1217 (charte de Lucie de Poissy), Saint Germain de Radepont en 1270 (archives de l’Eure), Ratpont en 1708 (Th. Corneille).
Le premier élément est un anthroponyme de type germanique, dont la forme exacte ne fait pas l'unanimité chez les toponymistes :
- Ratdo, comme dans Raddon-et-Chapendu (Haute-Saône), Radon (Orne), Radinghem (Nord) et Radonvilliers[22] ;
- *Raddo ou *Ratto, variante de Rado que l'on retrouve dans Radeval, hameau des Andelys[20] ;
- Raddo[23].

Le second élément est l'appellatif roman -pont, utilisé comme déterminé selon l'usage influencé par le germanique. Ce même type toponymique se retrouve dans la France du Nord par exemple dans Senarpont (Somme), Hubertpont (Aisne), Carlepont (Oise), etc., tous précédés d'un nom de personne d'origine germanique.

## Histoire
Énonciations tirées de la source en référence.
- Au XIIe siècle, Radepont, qui était la propriété de l'abbaye Saint-Pierre de Préaux vers 1130 passe aux Beaumont-le-Roger-Meulan-Leicester, qui ont aussi Noyon-sur-Andelle et Pîtres en partie.
- 1185 : Fondation de l'abbaye Notre-Dame de Fontaine-Guérard par Robert III de Beaumont.
- Seconde moitié du XIIe siècle : Radepont, Fleury-sur-Andelle, Noyon-sur-Andelle passent aux Le Chambellan du Plessis-(Nicole) : Brice, fils de Robert du Plessis. En 1194-1195, Richard Cœur de Lion fait construire un château[26],[27] sur cette terre, qui servira d'appui à Château-Gaillard, et encore en 1203 juste avant la conquête française menée par Philippe Auguste, Jean sans Terre complète cette fortification.
- Luce Le Chambellan du Plessis, fille de Brice, épouse Robert IV de Poissy sire de Pont-Saint-Pierre, Romilly et Longboel, et de la moitié d'Acquigny, par sa mère Isabelle du Neubourg, de la famille de Beaumont-le-Roger-Neubourg-Warwick, femme de Robert III de Poissy.
- Philippe Auguste saisit ces biens vers 1203-1204 sur Robert IV de Poissy, puis les rendra en tout ou partie. Ainsi, Radepont est attribué à Pierre de Moret, fidèle du roi, avec Noyon-sur-Andelle. Puis le roi échange Noyon à Pierre de Moret contre Venables, et le redonne aux Poissy en 1213. Quant à Radepont, il est finalement partagé entre les Moret et les Poissy par un accord familial vers 1218 (car les Moret et les Poissy sont désormais proches parents, Luce du Plessis veuve de Robert IV s'étant remariée à Pierre de Moret, Robert V de Poissy et Jean de Moret sont demi-frères utérins).
- La part des Moret fut acquise au XVIe siècle par Charles de Luxembourg-Martigues, fils de François. Il la vendit à  Philippe de Roncherolles baron de Pont-Saint-Pierre, dont la fille Anne la transporta à son mari André de Bourbon-Ligny-Rubempré († 1577 ; branche naturelle capétienne issue de Jean VIII de Bourbon-Vendôme). Madeleine, fille d'Anne et André, épouse en 1593 Jean Ier de Gonnelieu : leur fille Marie épouse Léonor du Bosc sire de l'autre part de Radepont (voir plus bas ; d'où la réunion des deux parts, au moins à terme ? : au XVIIIe siècle, le marquis Jean-Léonor du Bosc, voir plus bas, achète le domaine de Montaigu en 1788 pour agrandir son parc et construire son château), alors que leurs fils Nicolas Ier et Jérôme continuent la lignée. Anne-Marguerite-Adrienne, petite-fille de Jérôme épouse en 1730 Gabriel Hue sire de Montaigu (famille venue des élections de Bayeux et Saint-Lô : Montaigu-les-Bois et Le Mesnil-Hue ?) et de Langevinière (à Sains), d'où postérité.
- La part des Poissy (part principale) passa aux Léon puis aux Rohan : Robert V de Poissy, sire de Radepont, Fontaine-Guérard, Fleury-sur-Andelle et Noyon-sur-Andelle, Hacqueville, Vieux-Manoir, Buchy, Bois-Héroult et Malvoisine (quatre fiefs Talbot), seigneur de la moitié d'Acquigny, seigneur pour moitié de Pont-Saint-Pierre, Romilly-sur-Andelle-Longboel et Pîtres (les d'Hangest ont l'autre moitié), épouse Mathilde Talbot < Guillaume de Poissy < Robert VI époux d'Isabelle de Montmorency-Marly, puis Mathilde (Mahaut) de Poissy (sœur plutôt que fille de Robert VI) qui épouse Hervé IV de Léon[28] († v. 1290-1995) < Hervé V de Léon mari de Jeanne de Rohan fille d'Alain V < Hervé VI mari de Jeanne de Montmorency (le frère cadet d'Hervé VI est Guillaume Ier sire d'Hacqueville) < Hervé VII époux de Marguerite d'Avaugour < Hervé VIII, puis sa sœur Jeanne qui épouse en 1349 Jean Ier vicomte de Rohan (Marie dame de Buchy, Malvoisine et d'un quart d'Acquigny, sœur de Jeanne et Hervé VIII, épouse Jean de Kergorlay d'où les Montfort-sur-Meu puis les comtes de Laval ; Catherine, la dernière sœur, épouse en secondes noces son cousin Guillaume II de Léon d'Hacqueville petit-fils de Guillaume Ier ci-dessus, et la fille de Guillaume II, Marguerite de Léon dame d'Hacqueville, épouse Guillaume V de Roncherolles sire de Pont-Saint-Pierre mort à Azincourt en 1415) < Alain VIII de Rohan († 1429) époux de Béatrix de Clisson < Alain IX († 1462 ; arrière-grand-père du roi François Ier)… Un accord vers 1400 avec les Léon d'Hacqueville semble échanger les possessions normandes des Rohan contre les droits bretons des derniers Léon, qui recevraient ainsi Pont, Noyon et Radepont.
- De toute façon, l'occupation anglaise de la guerre de Cent Ans rompt la succession féodale : on trouve au XVe siècle comme seigneurs de Pont-Saint-Pierre, Noyon-sur-Andelle et Radepont : Jean Possemer, nommé par les Anglais, puis Olivier le Daim conseiller de Louis XI (vers 1470-1473 ; exécuté en 1484). Au XVIe siècle, Radepont passe aux Teufles (Langoys, 1491 < Jean), puis vers 1530 aux du Bosc[29] seigneurs d'E(s)mendreville et Tendos près de Rouen, qui le garderont : Louis II du Bosc épouse en 1503 Marie des Planches dame de Bourneville, possessionnée à Radepont et Fleury-sur-Andelle < Louis III épouse Jeanne Sureau dame de Bondeville < Robert († 1592) mari de Marie de Briqueville fille de Françoise de la Luzerne < Léonor Ier évoqué plus haut < Nicolas < Léonor II épouse Madeleine baronne d'Aubigny < Jean-Léonor marquis de Radepont, (1725-1806) maréchal de camp en 1781, accueille le duc de Penthièvre (grand-père du roi Louis-Philippe, venu de son domaine de Bizy en 1790 et 1791), marié en 1774 à Aglaé-Louise d'Espinay-Saint-Luc < marquis Auguste-Léonor-Victor pair de France sous la Restauration, épouse Gabrielle-Julie de Clermont-Tonnerre < Aimé-Louis, qui vend le domaine en 1844 à Charles Levavasseur, qui avait hérité de son père Jacques l'abbaye de Fontaine-Guérard (achetée en 1821-1822 : filature).

L'Armée du salut a assuré le fonctionnement d'un centre d'hébergement destiné aux relégués jugés antisociaux, après l'abolition du bagne.

## Politique et administration
La commune est intégrée à la structure intercommunale en 2012.
| Période                                  | Période   | Identité             | Étiquette | Qualité    |
| ---------------------------------------- | --------- | -------------------- | --------- | ---------- |
| Les données manquantes sont à compléter. |           |                      |           |            |
|                                          | 1848      | M. Drely             |           |            |
| 1848                                     |           | M. Dessaint          |           |            |
| Les données manquantes sont à compléter. |           |                      |           |            |
| 1866                                     | 1875      | Charles Levavasseur  |           |            |
| 1897                                     | 1931      | Jacques Le Vavasseur |           | Industriel |
| Les données manquantes sont à compléter. |           |                      |           |            |
| 1937                                     |           | Salmon-Legagneur     |           |            |
| 1946                                     |           | Valette              |           |            |
| Les données manquantes sont à compléter. |           |                      |           |            |
| mars 2001                                | mars 2014 | Françoise Fournier   |           |            |
| mars 2014                                | En cours  | Patrick Minier       | SE        | Cadre      |

## Population et société

### Démographie
L'évolution du nombre d'habitants est connue à travers les recensements de la population effectués dans la commune depuis 1793. Pour les communes de moins de 10 000 habitants, une enquête de recensement portant sur toute la population est réalisée tous les cinq ans, les populations de référence des années intermédiaires étant quant à elles estimées par interpolation ou extrapolation. Pour la commune, le premier recensement exhaustif entrant dans le cadre du nouveau dispositif a été réalisé en 2006.

En 2022, la commune comptait 643 habitants, en évolution de −1,83 % par rapport à 2016 (Eure : −0,25 %, France hors Mayotte : +2,11 %).
| 1793 | 1800 | 1806 | 1821 | 1831 | 1836 | 1841 | 1846 | 1851 |
| ---- | ---- | ---- | ---- | ---- | ---- | ---- | ---- | ---- |
| 426  | 449  | 522  | 461  | 673  | 803  | 886  | 261  | 916  |

| 1856 | 1861 | 1866 | 1872 | 1876 | 1881 | 1886 | 1891 | 1896 |
| ---- | ---- | ---- | ---- | ---- | ---- | ---- | ---- | ---- |
| 878  | 906  | 906  | 920  | 928  | 775  | 827  | 781  | 837  |

| 1901 | 1906 | 1911 | 1921 | 1926 | 1931 | 1936 | 1946 | 1954 |
| ---- | ---- | ---- | ---- | ---- | ---- | ---- | ---- | ---- |
| 803  | 741  | 783  | 676  | 675  | 655  | 610  | 601  | 711  |

| 1962 | 1968 | 1975 | 1982 | 1990 | 1999 | 2006 | 2011 | 2016 |
| ---- | ---- | ---- | ---- | ---- | ---- | ---- | ---- | ---- |
| 748  | 739  | 691  | 647  | 737  | 710  | 756  | 741  | 655  |

| 2021 | 2022 | - | - | - | - | - | - | - |
| ---- | ---- | - | - | - | - | - | - | - |
| 649  | 643  | - | - | - | - | - | - | - |

### Manifestations culturelles et festivités
Radepont a accueilli en 2017 le Concours international de peinture grand format en Normandie.

## Culture locale et patrimoine

### Lieux et monuments

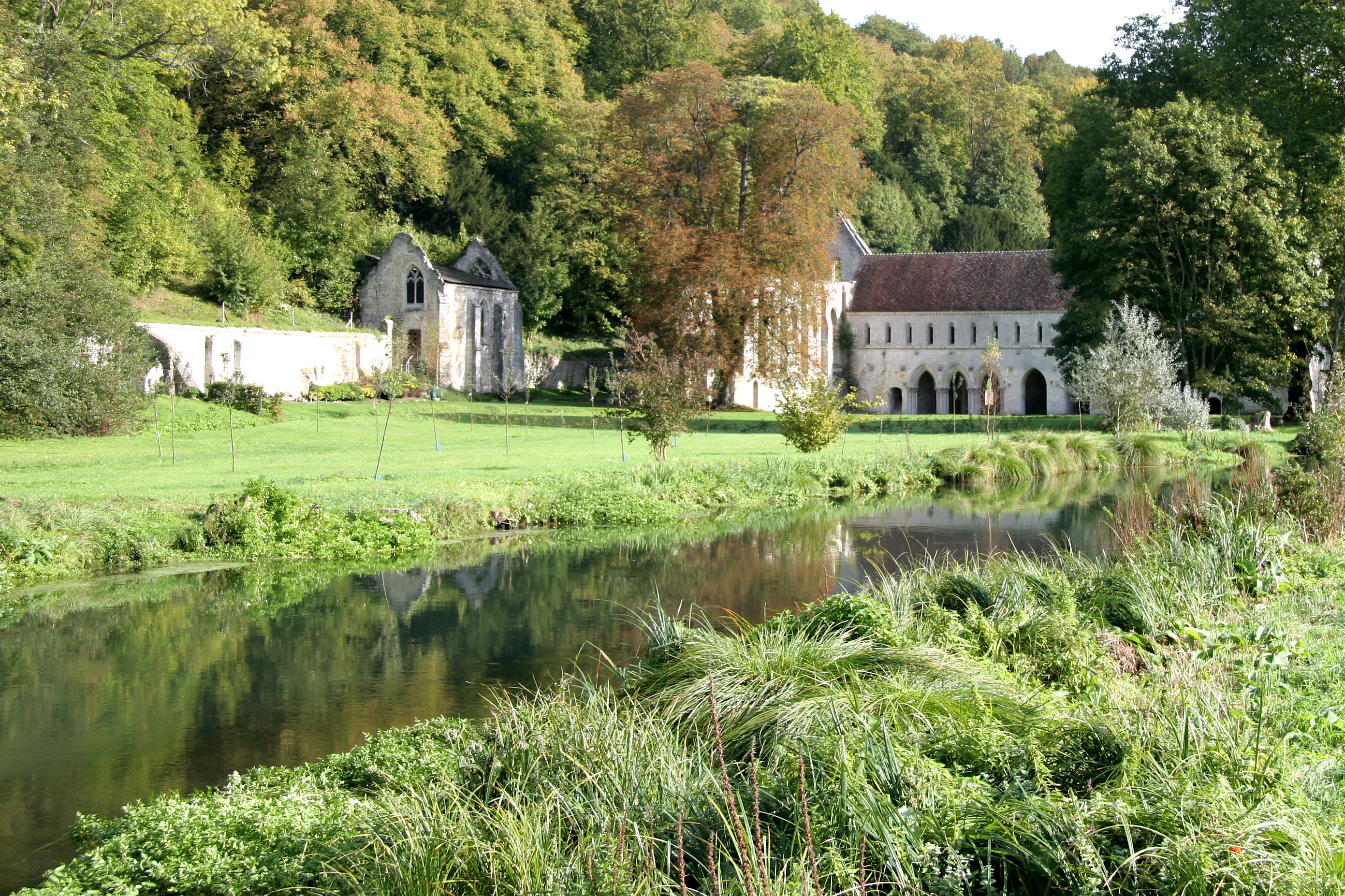
Abbaye de Fontaine-Guérard.

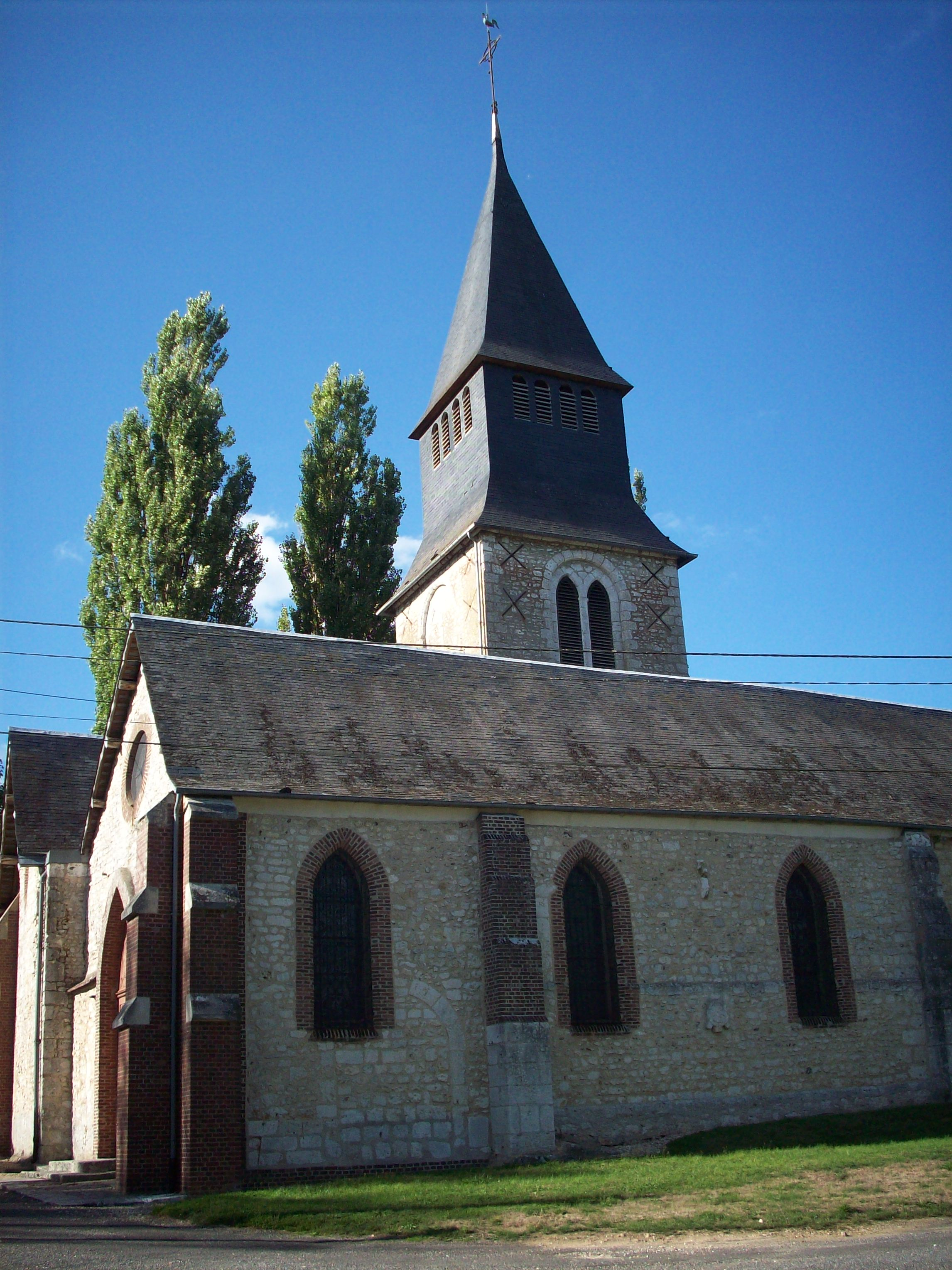
Église Saint-Germain de Radepont.

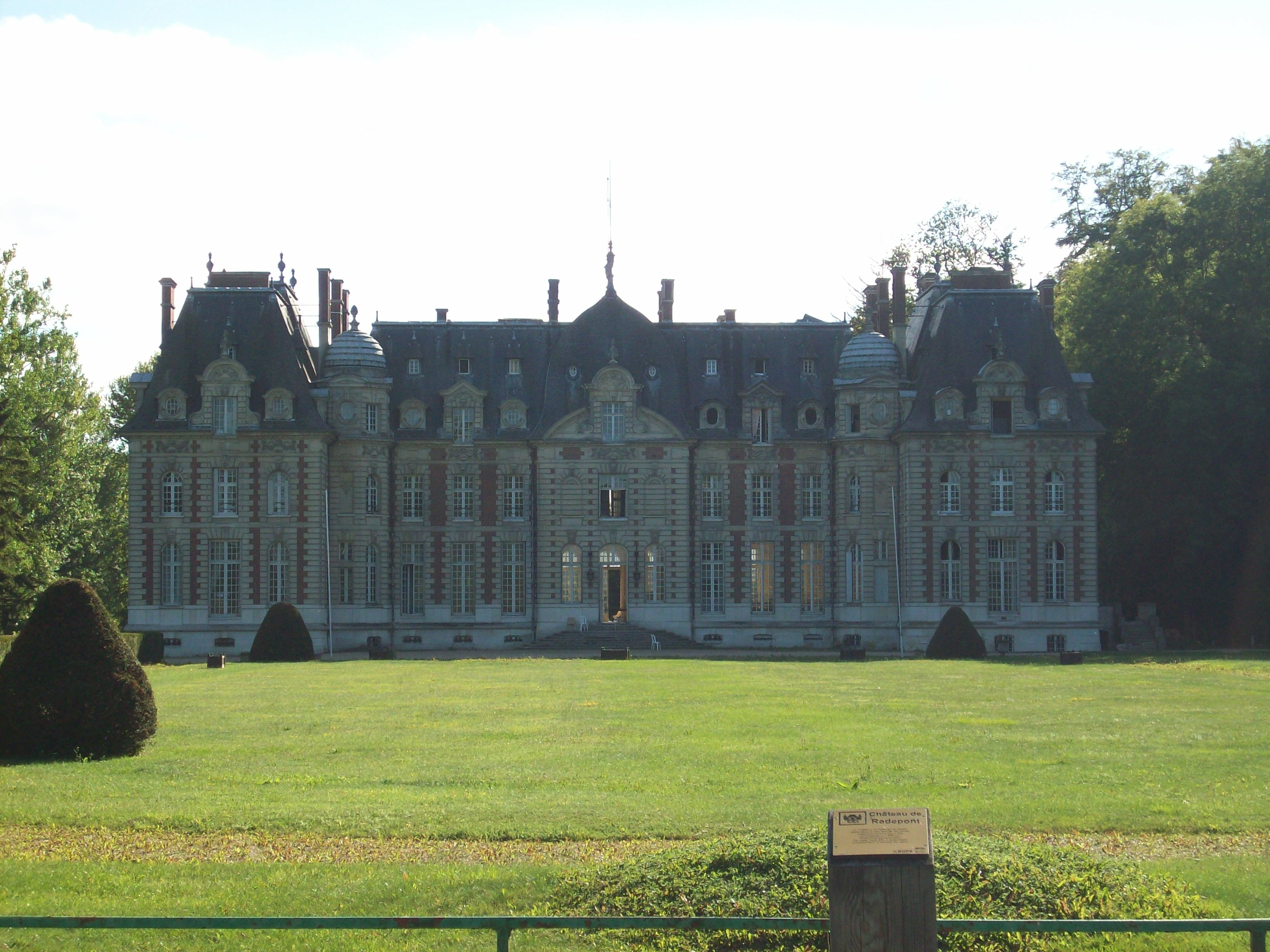
Château de Radepont.

- Abbaye Notre-Dame de Fontaine-Guérard, abbaye cistercienne.
- Château de Radepont, il appartient à M. Evgeny Shafirov-Kostenkov, homme d'affaires russe.
- Château de Bonnemare, XVIe siècle.
- Église Saint-Germain[35], XIIe, XVIe – XIXe siècles.

### Patrimoine naturel

#### Site inscrit
- Les abords de l'abbaye de Fontaine-Guérard à Douville-sur-Andelle et Radepont  Site inscrit (1942)[36].

### Personnalités liées à la commune
- Jean-Marie Roland de La Platière, économiste et homme d'État, met fin à ses jours dans une allée du château de Coquetot à Radepont (maintenant à Bourg-Beaudouin) le 10 novembre 1793 après avoir appris l'exécution à Paris de son épouse Manon Roland.
- François Guéroult (1745-1804), architecte et industriel du textile, y est mort.
- Charles Levavasseur (1804-1894), industriel du textile, propriétaire du château de Radepont où il est décédé.
- Philippe Zacharie (1849-1915), artiste peintre, y est né.
- Adolphe Georges Guéroult (Radepont, 1810 - Vichy, 1872), député de Paris en 1863.